# Haematopota festiva
Haematopota festiva är en tvåvingeart som beskrevs av H. Oldroyd 1952. Haematopota festiva ingår i släktet Haematopota och familjen bromsar. Inga underarter finns listade i Catalogue of Life.